# Ochteroidea
Super-famille
Synonymes
- Gelastocoroidea Kirkaldy, 1897[1]

Les Ochteroidea sont une super-famille d'insectes hémiptères hétéroptères (punaises).
Elle contient deux familles existantes, les Gelastocoridae et les Ochteridae, ainsi que deux familles fossiles. Il s'agit de punaises terrestres ripicoles (habitant des rives), constituant ainsi le seul groupe de Nepomorpha qui sont retournés à une vie terrestre.

## Systématique
Cette super-famille est à la base des Tripartita, un groupe de Nepomorpha dont le rostre est divisé en trois segments ; et elles constituent le groupe-frère des Cibariopectinata. Le caractère monophylétique des Ochteroidea a été confirmé.
Selon Ye et al., les Ochteroidea sont apparus vers 194 Ma (Jurassique inférieur). L'attribution aux Ochteroidea d'un fossile du Norien (Trias supérieur, −227 à −208 Ma) du Queensland, Heterochterus timmsii Evans, 1971 est en discussion. La séparation entre les Ochteridae et les Gelastocoridae aurait également eu lieu lors du Jurassique inférieur.

### Position phylogénétique
Selon Ye et al.: 
- Nepomorpha
  - Nepoidea
  - Autres Nepomorpha
    - Corixoidea
    - Tripartita
      - Ochteroidea
        - Gelastocoridae
        - Ochteridae

      - Cibariopectinata

### Liste des familles
Selon BioLib (2 avril 2022) et Kment et al. :
- famille des Gelastocoridae Kirkaldy, 1897
- famille des Ochteridae Kirkaldy, 1906
- famille † des Propreocoridae Popov, Dolling & Whalley, 1994
- famille † des Pseudonerthridae

## Galerie

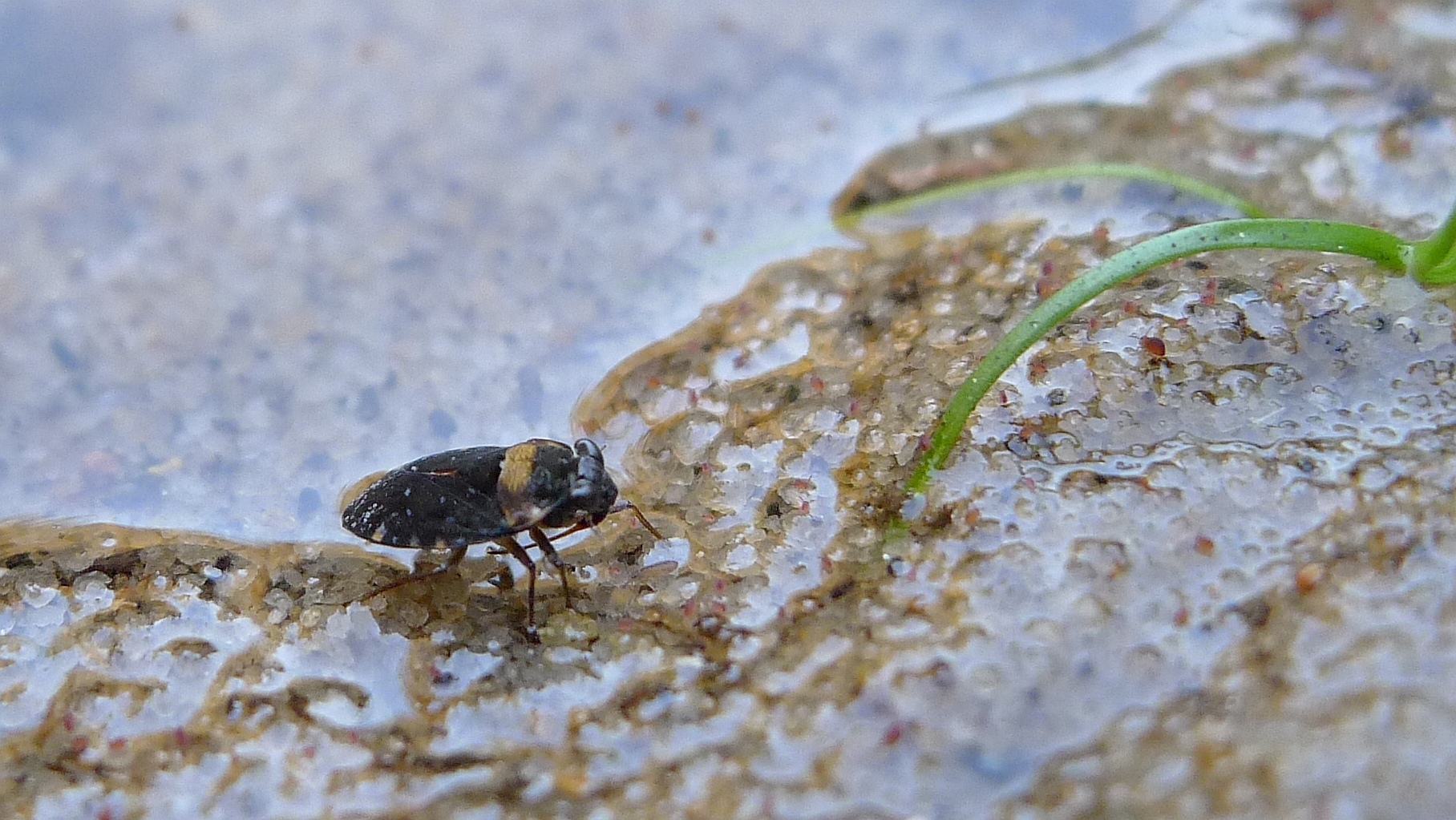
Famille des Ochteridae, Ochterus sp., Heathcote National Park, NSW, Australie.
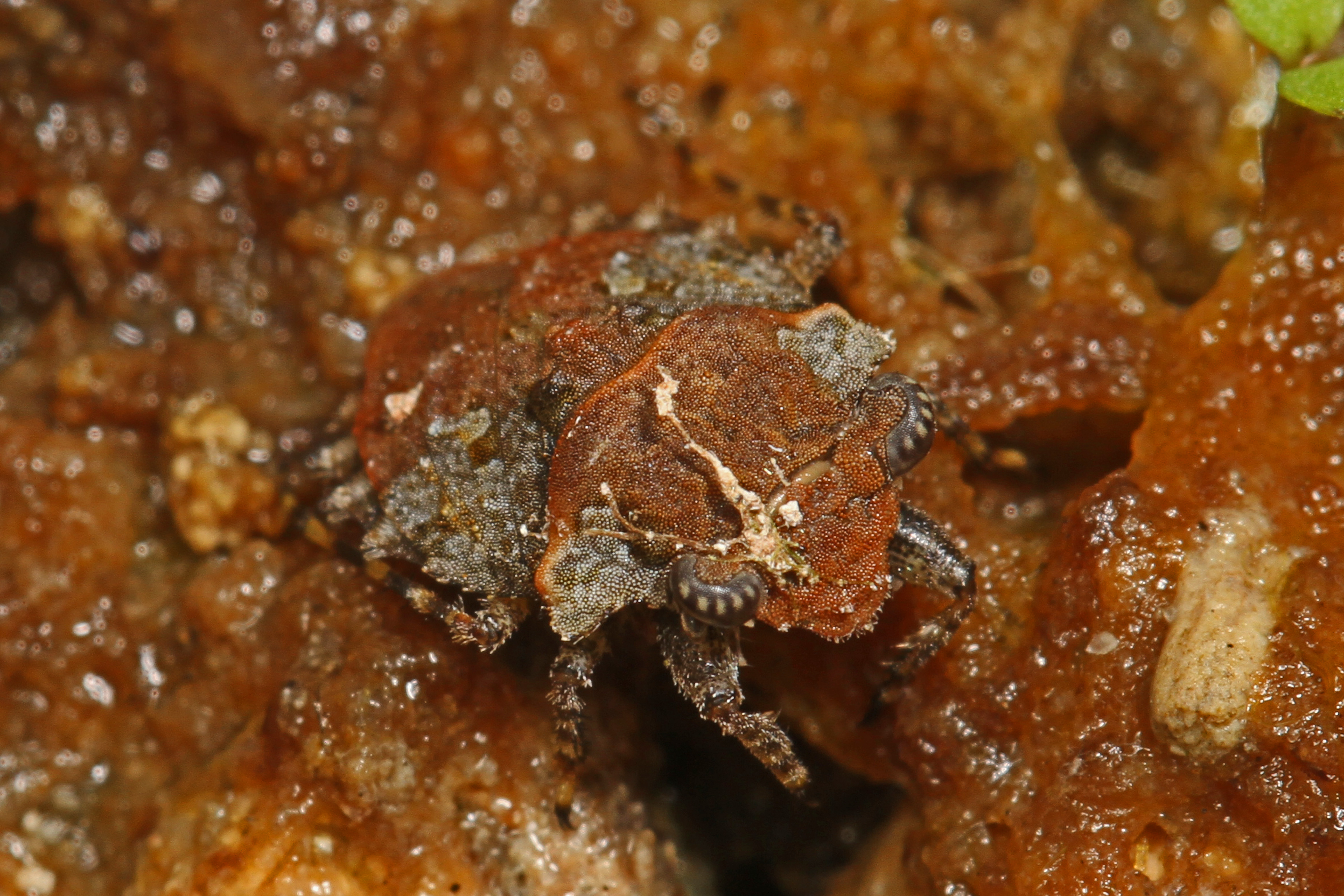
Famille des Gelastocoridae, Gelastocoris oculatus, Okaloacoochee Slough State Forest, Floride, États-Unis.
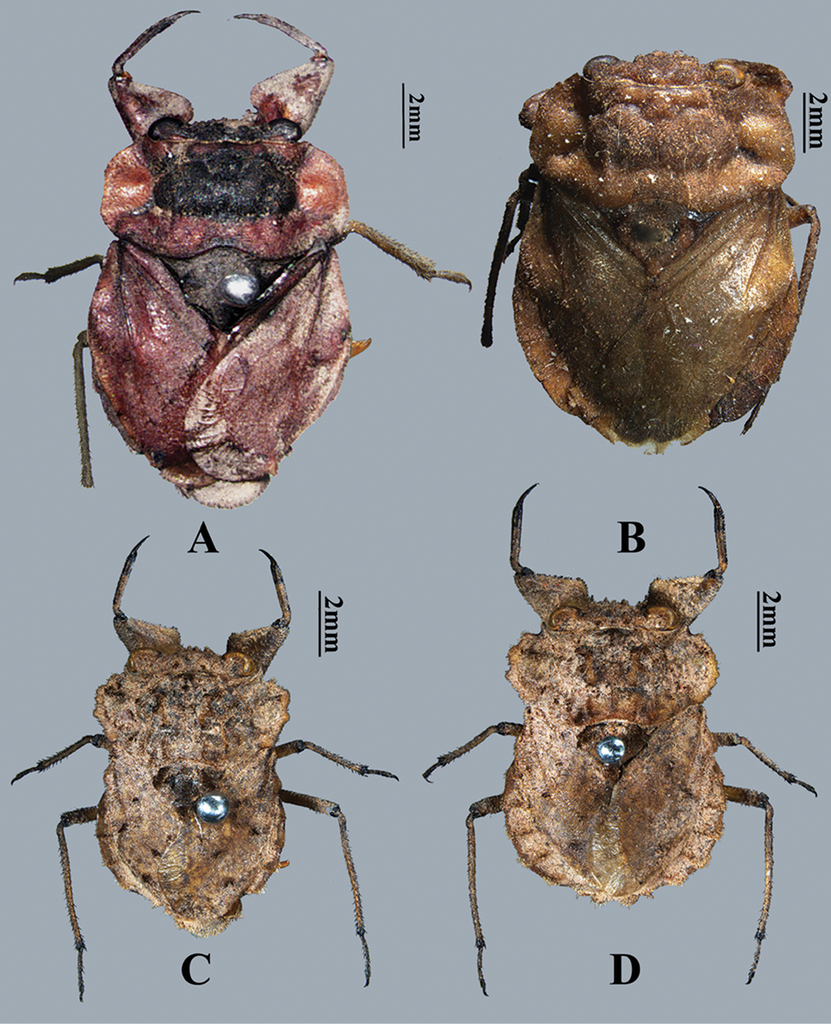
Famille des Gelastocoridae, Nerthra asiatica (A ♂, B ♀), et Nerthra indica (C ♂, D ♀), Chine.